# Mammillaria geminispina

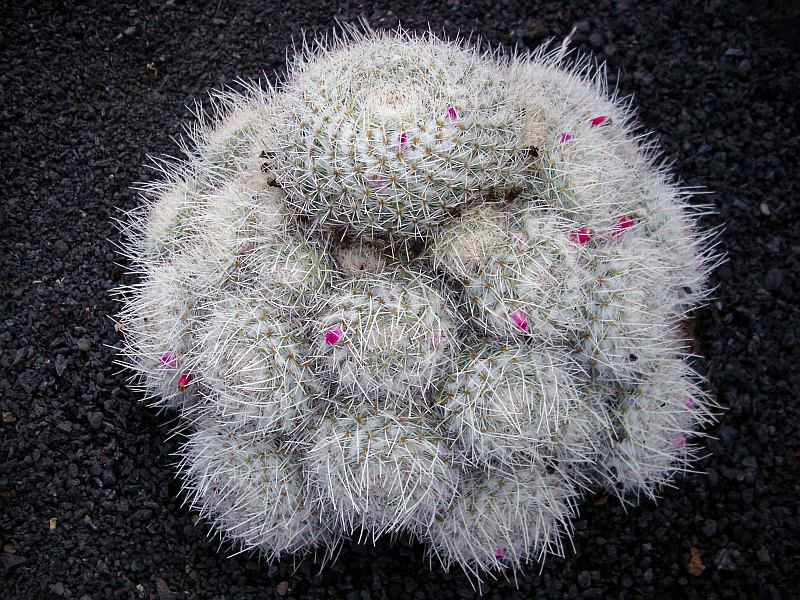
Mammillaria geminispina subsp. leucocentra

Mammillaria geminispina ist eine Pflanzenart aus der Gattung Mammillaria in der Familie der Kakteengewächse (Cactaceae). Das Artepitheton leitet sich von den lateinischen Worten gemini für ‚Zwilling‘ und spina für ‚Dorn‘ ab und verweist auf die für gewöhnlich vorhanden zwei Mitteldornen.

## Beschreibung
Mammillaria geminispina hat einen kurz zylindrisch Körper mit einer Höhe bis zu 18 cm  und einem Durchmesser von bis zu 8 cm. Sie neigt zur Bildung großer, weiß erscheinender, geschlossener Gruppen. Die 16 bis 20 kreidig weißen Randdornen sind nur 5–7 mm lang. Sie werden von zwei bis sechs bis zu 4 cm langen Mitteldornen gekrönt. Die Blüten sind tiefrosafarben bis karminrot mit dunkler Mitte und einer Größe bis zu 2 cm auch im Durchmesser. Die Früchte sind karminrot. Die Samen sind braun.

## Verbreitung, Systematik und Gefährdung
Mammillaria geminispina ist in den mexikanischen Bundesstaaten Hidalgo, Querétaro und San Luis Potosi beheimatet. Hier kommt sie in 900 bis 1800 Meter Höhe vor.
Die Erstbeschreibung erfolgte 1824 durch Adrian Hardy Haworth. Nomenklatorische Synonyme sind Cactus geminispinus (Haw.) Kuntze (1891) und Neomammillaria geminispina (Haw.) Britton & Rose (1923).
Es werden folgende Unterarten unterschieden:
- Mammillaria geminispina subsp. geminispina:
Die Nominatform hat zwei weiße Mitteldornen mit dunkler Spitze
- Mammillaria geminispina subsp. leucocentra (A.Berg) D.R.Hunt:
Die Erstbeschreibung als Mammillaria leucocentra erfolgte 1840 durch Alexander Berg.[3] David Richard Hunt stellte sie 1997 als Unterart zu Mammillaria geminispina.[4] Die Unterart hat 5 bis 6 reinweiße Mitteldornen.

In der Roten Liste gefährdeter Arten der IUCN wird die Art als „Least Concern (LC)“, d. h. als nicht gefährdet geführt.

## Nachweise